# 바둑껌
바둑껌은 롯데웰푸드에서 생산하는 껌이다.

## 향
- 과일향
- 박하향
- 스피아향

## 참고 자료
- 바둑껌 광고 영상 - 광고정보센터